# جواهر المازمي
جواهر المازمي هي لاعبة ألعاب قوى إماراتية تخصّصت في لعبة رمي الرمح.

## الميداليات والألقاب
استطاعت جواهر المازمي إحراز العديد من الميداليات والألقاب خلال مشاركاتها بالبطولات الإقليمية والدولية المختلفة، ويوضح الجدول التالي أهم الميداليات التي حققتها خلال مسيرتها:
| السنة | البطولة                                       | الميدالية/اللقب | المسابقة  | ملاحظات |
| ----- | --------------------------------------------- | --------------- | --------- | --- |
| 2020  | دورة الألعاب للأندية العربية للسيدات 2020     | فضية            | رمي الرمح | مثلت في هذه البطولة نادي الشارقة الرياضي للمرأة، واحتلت المركز الثاني في منافسات رمي الرمح بعد أن استطاعت رمي الرمح لمسافة قدرها 23.73 متر |
| 2022  | البطولة التخصصية الثانية لألعاب القوى للسيدات | ذهبية           | رمي الرمح | مثلت في هذه البطولة نادي الشارقة الرياضي للمرأة                                                                                            |